# 基齐-萨拉齐尼宫
43°19′01″N 11°19′51″E / 43.317076°N 11.330904°E

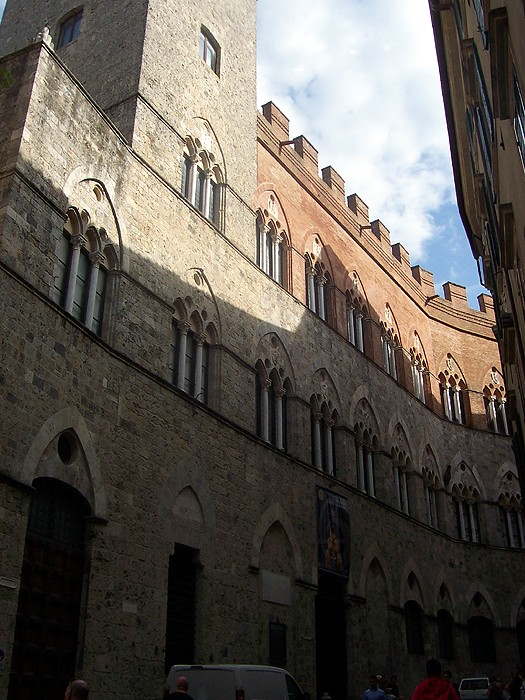
基齐-萨拉齐尼宫

基齐-萨拉齐尼宫是意大利锡耶纳的著名历史建筑，位于城市街。现在拥有珍贵的艺术藏品和久负盛名的私立的奇吉亚纳音乐学院。

## 历史
此宫殿的最古老的部分自12世纪起属于皇帝党人马雷斯科蒂家族。后来因合并邻近建筑物而不断扩大。在14世纪上半叶，马雷斯科蒂家族的财富和权势达到顶峰，此建筑也达到了现在的规模。在十三和十四世纪之间，锡耶纳共和国的统治者理事会曾设于此。
1932年，圭多基齐-萨拉齐尼伯爵在此成立奇吉亚纳音乐学院（Accademia Musicale Chigiana），今天已成为国际知名的音乐学习中心。
Chigi-Saracini伯爵的家族一直在此居住到1965年。

## 建筑

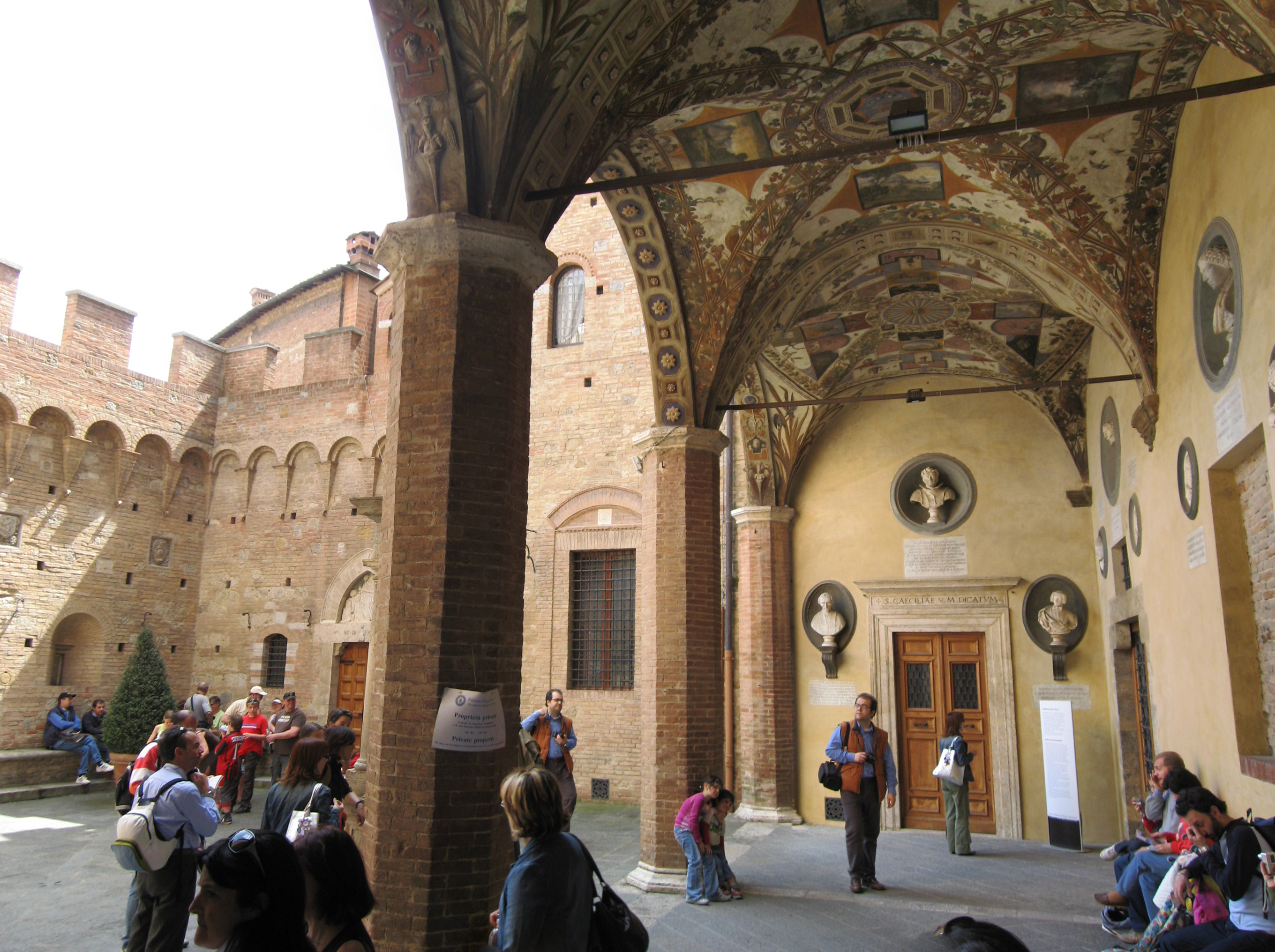
庭院

建筑的前部是弯曲的，以适应街道的走向。立面的风格是典雅的锡耶纳哥特式，一楼为石砌，上部为砖砌。

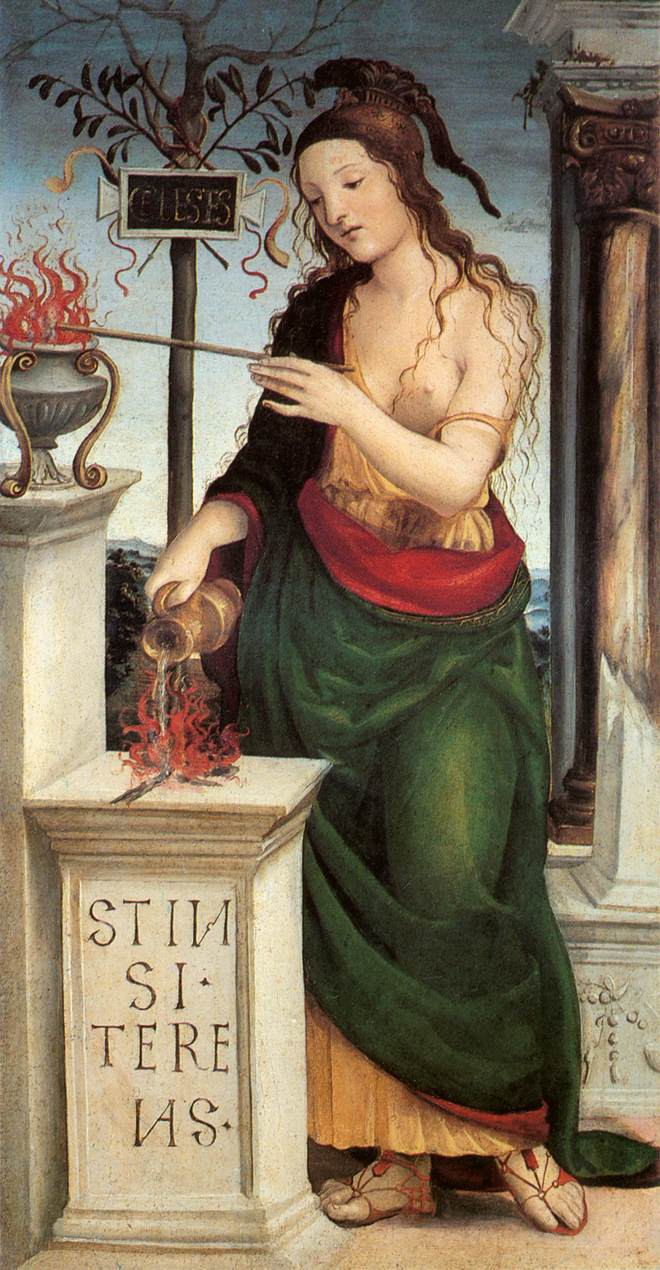
Sodoma, Allegoria dell'Amore celeste